# Benedetto Gennari
Benedetto Gennari (1563-1610) foi um pintor italiano do início do período barroco, ativo principalmente em Ferrara e Cento.
Seu local de nascimento é mal registrado. Adotou um estilo influenciado por Caravaggio e, aos 19 anos, trabalhava na casa de Mirandola em Cento. Nessa cidade, ajudou a decorar o Palazzo della communita e a igreja do Espírito Santo. Guercino tornou-se seu aprendiz em 1607.  Seus sobrinhos Benedetto Gennari II e Cesare Gennari, filhos de seu irmão Ercole Gennari, também eram pintores.